# Daniela Kluckert

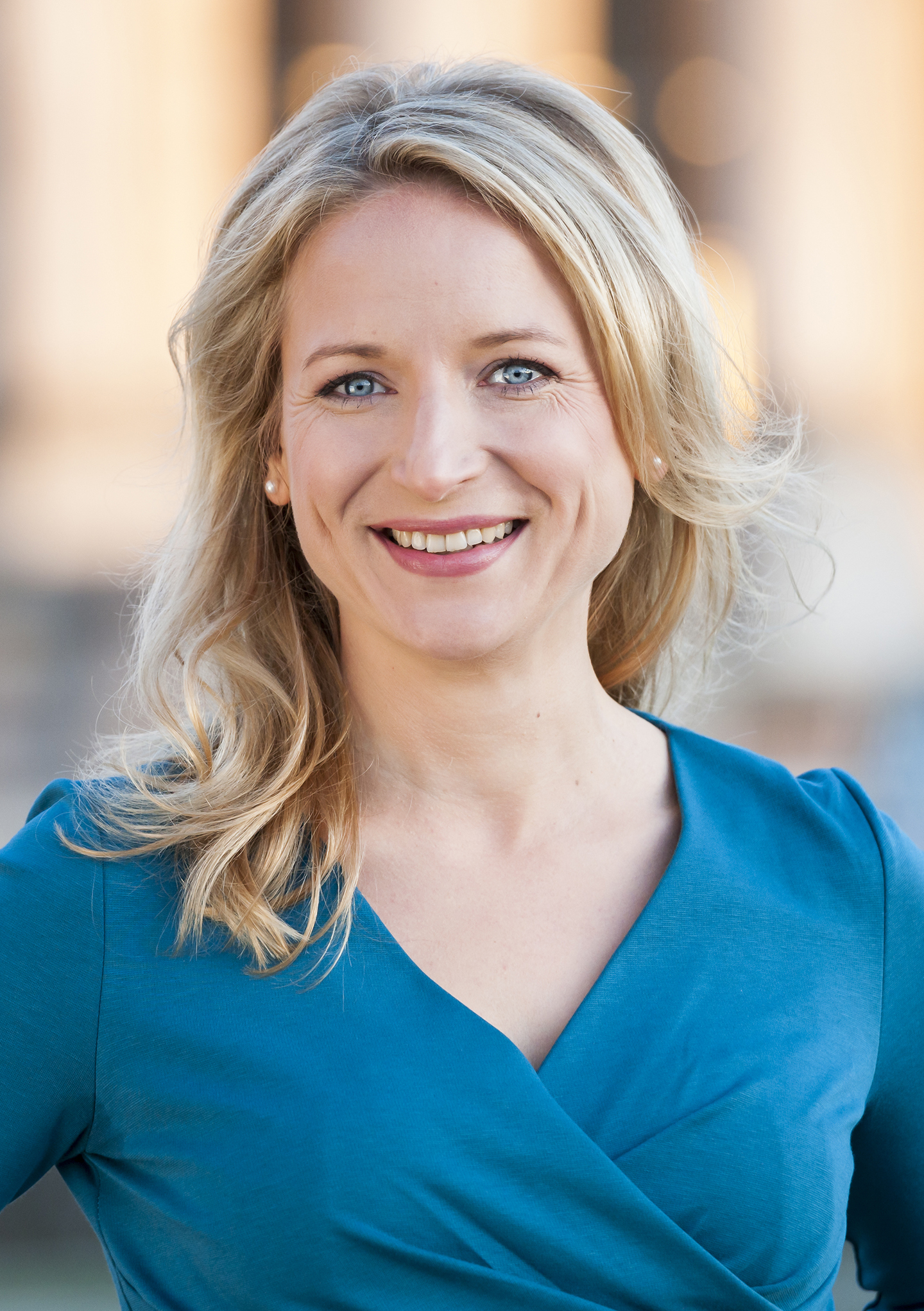

Daniela Kluckert (nascida Lange, 22 de dezembro de 1980) é uma política alemã do Partido Democrático Liberal (FDP) que atua como membro do Bundestag pelo estado de Berlim desde 2017.